# Steelfactory
Steelfactory es el decimosexto álbum de estudio de la banda alemana de heavy metal U.D.O., publicado en 2018 por AFM Records. Es el primer trabajo del batería Sven Dirkschneider —hijo de Udo— y el último del bajista Fitty Wienhold que anunció su salida de la banda en septiembre de 2018. De acuerdo con Udo, el disco está influenciado por los álbumes que grabó con Accept, cuya idea provino de la gira Back to the Roots (2016-2018) en la que solo tocaron canciones de su exagrupación. Por otra parte, es la primera producción de la banda en la que todos los músicos compusieron las canciones. Además, marcó el regreso temporal del exguitarrista Stefan Kaufmann quien escribió los temas «Rising High» y «A Bite of Evil».
Una vez que se lanzó al mercado obtuvo buenas posiciones en las listas musicales. Por ejemplo se convirtió en el primer disco de la banda en entrar entre los diez más vendidos del conteo alemán (puesto 7) e ingresó por primera vez en otras listas como la española, austríaca y noruega.

## Lista de canciones
Todas las canciones escritas por U.D.O., a menos que se indique lo contrario.

| N.º | Título                     | Escritor(es)                  | Duración |  |
| 1.  | «Tongue Reaper»            |                               | 4:25     |  |
| 2.  | «Make the Move»            |                               | 4:04     |  |
| 3.  | «Keeper of My Soul»        |                               | 4:02     |  |
| 4.  | «In the Heat of the Night» |                               | 4:52     |  |
| 5.  | «Raise the Game»           |                               | 4:11     |  |
| 6.  | «Blood on Fire»            |                               | 4:42     |  |
| 7.  | «Rising High»              | Stefan Kaufmann               | 4:09     |  |
| 8.  | «Hungry and Angry»         |                               | 4:36     |  |
| 9.  | «One Heart One Soul»       |                               | 4:56     |  |
| 10. | «A Bite of Evil»           | Kaufmann                      | 5:10     |  |
| 11. | «Eraser»                   |                               | 4:00     |  |
| 12. | «Rose in the Desert»       | Dirkschneider, Andrey Smirnov | 4:11     |  |
| 13. | «The Way»                  | Dirkschneider, Smirnov        | 4:47     |  |

| Pistas adicionales en la edición limitada del disco compacto y en vinilo |                         |              |          |  |
| N.º                                                                      | Título                  | Escritor(es) | Duración |  |
| 14.                                                                      | «The Devil Is an Angel» | Kaufmann     | 4:34     |  |
| 15.                                                                      | «Pictures in My Dreams» |              | 6:08     |  |

| Pista adicional solo para Japón |                          |          |  |
| N.º                             | Título                   | Duración |  |
| 14.                             | «What a Hell of a Night» | 4:07     |  |

## Posicionamiento en listas
| País            | Lista                        | Máxima posición |
| --------------- | ---------------------------- | --------------- |
| Alemania        | Media Control Charts         | 7               |
| Austria         | Ö3 Austria Top 40            | 23              |
| Bélgica         | Ultratop                     | 135             |
| Estados Unidos  | Top Heatseekers              | 9               |
| Estados Unidos  | Top Independent Albums       | 37              |
| España          | Top 100 Álbumes              | 81              |
| Hungría         | Top 40 Album                 | 39              |
| Japón           | Japan Albums Chart           | 179             |
| Noruega         | VG-lista                     | 33              |
| República Checa | Albums - Top 100             | 27              |
| Reino Unido     | UK Rock & Metal Albums Chart | 27              |
| Suecia          | Sverigetopplistan            | 19              |
| Suiza           | Schweizer Hitparade          | 24              |

## Músicos
- Udo Dirkschneider: voz
- Andrey Smirnov: guitarra eléctrica
- Fitty Wienhold: bajo
- Sven Dirkschneider: batería